# Байрач
Байра́ч (укр.  Байрач, крымскотат. Bayraç, Байрач) — исчезнувшее село в Кировском районе Республики Крым, включённое в состав Журавок, сейчас северная часть села.

## История
Первое документальное упоминание села встречается в Камеральном Описании Крыма… 1784 года, судя по которому, в последний период Крымского ханства Баирачь входил в Колечский кадылык Кефинского каймаканства.
После присоединения Крыма к России (8) 19 апреля 1783 года, (8) 19 февраля 1784 года, именным указом Екатерины II сенату, на территории бывшего Крымского Ханства была образована Таврическая область и деревня была приписана к Левкопольскому, а после ликвидации в 1787 году Левкопольского — к Феодосийскому уезду Таврической области. После Павловских реформ, с 1796 по 1802 год, входила в Акмечетский уезд Новороссийской губернии. По новому административному делению, после создания 8 (20) октября 1802 года Таврической губернии, Байрач определили центром Байрачской волости Феодосийского уезда.
По Ведомости о числе селений, названиях оных, в них дворов… состоящих в Феодосийском уезде от 14 октября 1805 года , в деревне Байрач числилось 7 дворов и 86 жителей крымских татар. На военно-топографической карте генерал-майора Мухина 1817 года деревня Байрачь обозначена с 24 дворами. После реформы волостного деления 1829 года Байрач, согласно «Ведомости о казённых волостях Таврической губернии 1829 года», лишили статуса волостного центра и отнесли к Учкуйской волости (переименованной из Байрачской). На карте 1836 года в деревне 12 дворов. Затем, видимо, в результате эмиграции крымских татар, деревня заметно опустела и на карте 1842 года Байрач обозначен условным знаком «малая деревня», то есть, менее 5 дворов.
В 1860-х годах, после земской реформы Александра II, деревню приписали к Салынской волости. Согласно «Списку населённых мест Таврической губернии по сведениям 1864 года», составленному по результатам VIII ревизии 1864 года, Байрач — владельческая татарская деревня с 12 дворами и 51 жителем при речке Чурюк-Су. По обследованиям профессора А. Н. Козловского начала 1860-х годов, в селении «…имелась пресная вода в изобилии из горных родников и ручьёв», а также из реки Бурундук. На трёхверстовой карте Шуберта 1865—1876 года в деревне Байрач обозначено 15 дворов.
По «Памятной книге Таврической губернии 1889 года», по результатам Х ревизии 1887 года, в деревне Байрач, уже Владиславской волости, числилось 43 двора и 214 жителей. На верстовой карте 1890 года в Байраче обозначено 22 двора с татарским населением. По «…Памятной книжке Таврической губернии на 1892 год» в деревне Байрач, входившей в Унгутское сельское общество, числилось 5 жителей в 1 домохозяйстве, а в не входившей ни в одно общество, числилось 136 безземельных, домохозяйств не имеющих. На верстовой карте Крыма 1896 года в селении обозначено 22 двора с татарским населением. По «…Памятной книжке Таврической губернии на 1902 год» в деревне Байрач числилось 123 жителя в 18 домохозяйствах. По Статистическому справочнику Таврической губернии. Ч.II-я. Статистический очерк, выпуск пятый Феодосийский уезд, 1915 год, в селе Байрач (вакуф) Владиславской волости Феодосийского уезда числилось 40 дворов (3 двора с землёй, 37 — безземельные) с татарским населением в количестве 23 человек приписных жителей и 218 — «посторонних», из которых 123 мужчины и 113 женщин. Жители владели 300 десятинами удобной земли. В хозяйствах имелось 62 лошади, 23 вола, 37 коров и 129 голов овец, свиней, или коз.
После установления в Крыму Советской власти, по постановлению Крымревкома от 8 января 1921 года была упразднена волостная система и село вошло в состав вновь созданного Владиславовского района Феодосийского уезда, а в 1922 году уезды получили название округов. 11 октября 1923 года, согласно постановлению ВЦИК, в административное деление Крымской АССР были внесены изменения, в результате которых округа ликвидировались и Владиславовский район стал самостоятельной административной единицей. Декретом ВЦИК от 4 сентября 1924 года «Об упразднении некоторых районов Автономной Крымской С. С. Р.» Владиславовский район в октябре 1924 года был преобразован в Феодосийский и село включили в его состав. Согласно Списку населённых пунктов Крымской АССР по Всесоюзной переписи 17 декабря 1926 года, в селе Байрач, Сеит-Элинского сельсовета Феодосийского района, числилось 55 дворов, все крестьянские, население составляло 238 человек, из них 222 татарина и 16 русских, действовала татарская школа I ступени (пятилетка). Постановлением ВЦИК «О реорганизации сети районов Крымской АССР» от 30 октября 1930 года из Феодосийского района был выделен (воссоздан) Старо-Крымский район (по другим сведениям 15 сентября 1931 года) и село включили в его состав, а, с образованием в 1935 году Кировского — в состав нового района.
В 1944 году, после освобождения Крыма от фашистов, согласно постановлению ГКО № 5859 от 11 мая 1944 года, 18 мая крымские татары были депортированы в Среднюю Азию. Указом Президиума Верховного Совета РСФСР от 18 мая 1948 года, Байрач включили в состав Журавок.

### Динамика численности населения
| - 1805 год — 86 чел. - 1864 год — 51 чел. - 1889 год — 214 чел. - 1892 год — 141 чел. | - 1902 год — 123 чел. - 1915 год — 23/218 чел. - 1926 год — 238 чел. |